# Sybil Danning
Sybil Danning (Ried im Innkreis, 24 mei 1947) is een Oostenrijkse actrice die bekendheid heeft verworven met Duitstalige Tiroler seksfilms en later met internationale B-films.

## Biografie
Danning werd geboren in Ried im Innkreis, Oostenrijk als Sybille Johanna Danninger. Haar vader was een Amerikaan van Nederlandse en Duitse afkomst. Haar moeder had de Oostenrijkse nationaliteit.
Haar eerste stappen als actrice zette ze in 1968 in de Tiroler seksfilm Komm nur, mein liebstes Vögelein.
In 1972 vertrok ze naar Rome om te acteren in Europese actie- en avonturenfilms.
In 1978 waagde ze de stap naar Hollywood om haar carrière voort te zetten in goedkope Amerikaanse B-films.
Tegenwoordig is ze bestuurslid van Adventuress Productions, een onderneming die ze in 1989 heeft opgericht met S.C. Dacy en Robert P. Palazzo.

## Filmografie
- 1968: Komm nur, mein liebstes Vögelein
- 1970: Schulmädchenreport – Was Eltern nicht für möglich halten
- 1970: Liebesmarkt in Dänemark
- 1970: Siegfried und das sagenhafte Liebesleben der Nibelungen
- 1971: Hausfrauen-Report 1 – Unglaublich, aber wahr
- 1971: Ehemänner-Report
- 1971: Paragraph 218 – Wir haben abgetrieben, Herr Staatsanwalt
- 1971: Urlaubsreport – Worüber Reiseleiter nicht sprechen dürfen
- 1971: Das ehrliche Interview
- 1971: L' amante dell' orsa maggiore
- 1971: L'occhio nel labirinto
- 1971: Das Mädchen mit der heißen Masche
- 1972: Gelobt sei was hart macht
- 1972: La dama rossa uccide sette volte
- 1972: Bluebeard
- 1972: Die liebestollen Apothekerstöchter / Blutjung und liebeshungrig
- 1973: L'emigrante
- 1973: The Three Musketeers
- 1974: Arrivano Joe e Margherito
- 1974: The Four Musketeers
- 1974: La jeune fille assassinée
- 1974: Les noces de porcelaine
- 1975: Zeichen der Gewalt (aflevering uit de tv-serie Derrick)
- 1975: Opération Lady Marlène
- 1975: Der Geheimnisträger
- 1975: Albino
- 1976: Folies bourgeoises
- 1977: The Prince and the Pauper
- 1977: God's Gun
- 1977: Operation Thunderbolt (Mivtsa Yonatan)
- 1978: Cat in the Cage
- 1979: The Swap
- 1979: The Concorde – Airport '79

- 1979: Meteor
- 1979: Cuba Crossing
- 1979: The Man with Bogart's Face
- 1980: How to Beat the High Co$t of Living
- 1980: Il giorno del Cobra
- 1980: Battle Beyond the Stars
- 1980: Nightkill
- 1981: Separate Ways
- 1981: The Salamander
- 1982: S.A.S. San Salvador
- 1982: Julie Darling
- 1983: Chained Heat
- 1983: Ercole
- 1984: The Seven Magnificent Gladiators
- 1984: Jungle Warriors
- 1984: They're Playing with Fire
- 1984: Panther Squad
- 1984: Talking Walls
- 1985: Howling II: Stirba – Werewolf Bitch
- 1985: Malibu Express
- 1985: Young Lady Chatterley II
- 1985: Private Passions
- 1985: The Tomb
- 1986: Reform School Girls
- 1986: Warrior Queen
- 1987: Amazon Women on the Moon
- 1988: The Phantom Empire
- 1989: L.A. Bounty
- 1993: Der Onkel aus Amerika (aflevering uit de tv-serie Almenrausch und Pulverschnee)
- 2006: Jump!
- 2007: Grindhouse
- 2007: Halloween
- 2012-2013: Space Command (tv-serie)